# Conops maculatus
Conops maculatus är en tvåvingeart som beskrevs av Macquart 1834. Conops maculatus ingår i släktet Conops och familjen stekelflugor.
Artens utbredningsområde är Frankrike. Inga underarter finns listade i Catalogue of Life.